# Буддизм в Бутане
Буддизм махаяны является государственной религией в Бутане, а буддисты составляют 3/4 населения страны.

## История проникновения буддизма
Буддизм проник в Бутан ещё во II веке.
Царь Тибета Сонгцэн Гампо (627—649) объявил буддизм официальной религией своего государства и построил центральный монастырь Джокханг в Лхасе. Согласно традиционным источникам, чтобы очистить Гималаи от демонических чар и установить мир, царь за один день поставил по всем Гималаям 108 монастырей. Два крупных из них на территории Бутана (Кийчу-лакханг в Паро и Джамбей-лакханг в Бумтанге) и несколько малых сохранились до сих пор и являются важнейшими местами паломничества.
Хроники подробно описывают несколько визитов Падмасамбхавы в Бутан в VIII веке в сопровождении жён (Еше Цогьял и Мандарава). После миссии Падмасамбхавы буддизм широко распространился в Бутане в виде школы Ньингма.
Позже царь Тибета Ландарма (836—842) преследовал буддизм, и многие монахи и учёные нашли прибежище в Бутане.
Бутанский буддизм Друкпа Кагью представляет собой ветвь школы Кагью, и берёт начало от ламы Цангпа Гьяре Еше Дорджи (1161—1211), основавшего в Тибете монастырь Друк («дракон») в городе Ралунг. Эта школа укрепилась на окраинах Тибета, в Ладакхе и в Бутане, но её расцвет в Бутане был в XVII веке.

## Развитие буддизма
Большую роль в развитии бутанского буддизма сыграли учёный Лонгченпа (1308—1364) и тертоны Дордже Лингпа (1346—1405), Пема Лингпа (1450—1521), Джигме Лингпа (1729—1798) школы Ньингма, открывшие драгоценные реликвии и основавшие множество монастырей. Пема Лингпа увидел во сне ритуальные танцы, которые стали исполняться в монастырях, и разыскал драгоценные терма (сокровища), оставленные Падмасамбхава в заводи Мебарцо в Бумтанге. Линия Пема Лингпа продолжается, основным центром является монастырь Гангте Гомпа.
Школа Друкпа Кагью распространилась в Бутане от Пемы Карпо (1527—1592), эта школа особенно укрепилась во время образования Бутана монахом и королём Шабдрунгом в XVII веке. Шабдрунг построил по всему Бутану крепости (дзонги) и монастыри. Эта школа стала официальной религией Бутана.
Шабдрунг ввёл дуальную систему управления страной и должность Дже Кхемпо как религиозного руководителя Бутана. Сейчас Дже Кхемпо — официальный лидер школы Друкпа Кагью. Параллельно существовала линия передачи Шабдрунга, которая тоже до XX века сохраняла влияние в Друкпа Кагью, до 2007 года Шабдрунги сохраняли духовное лидерство.
В Бутане с давних времён присутствовали и другие школы, в частности — Карма Кагью, но монастыри этих школ были в значительной мере вытеснены школами Ньингма и Друкпа Кагью.
Школа Дрикунг Кагью была представлена подшколой Ланангпа или Лапа (Lhanangpa), влияние которой росло со времён Гьялва Ланангпа. В 1194 году её последователи строили в Бутане первые дзонги. Шабдрунг в 1640—1641 годы выслал последователей Ланангпа, а также последователей школы Неньингпа за то, что они вступали в союз с противниками Шабдрунга.

## Современное состояние буддизма
Друкпа Кагью распространена преимущественно в западной части Бутана (Паро, Тхимпху, Пунакха, Хаа, Вангди-Пходранг, Тонгса), в то время как на востоке (Бумтанг и далее) продолжает доминировать школа Ньингма.
В настоящее время школу Друкпа Кагью возглавляет Дже Кхемпо, которому помогают 5 лопонов по религиозной традиции, литургии, логике и университетскому обучению.
В Бутане имеются представители школы Гелугпа (преимущественно тибетские беженцы), монахи которых соблюдают целибат. Сильная община тибетцев проживает в Тонгса, где имеются другие буддийские школы.
Представители школы Ньингма живут семьями, среди Ньингма распространены приватные храмы и приватные монастыри, которые находятся во владении частной семьи. Такой, например, монастырь Гангтей-гомпа. Имеется немало малых монастырей и храмов (особенно в Бумтанге), некоторыми владеют крестьянские семьи. Такие храмы также хранят свои реликвии, которые выставляются по просьбе посетителей или по праздникам.
На конец 1980-х годов в Бутане насчитывалось около 12 000 монахов. По традиции, в монастырь отдают среднего сына в семье, в то время как старший наследует дом отца. Дети сразу знают, кому придётся идти в монастырь. Иногда детей отдают в монастырь с 6-7 лет, но в последнее время стали отдавать позже, чтобы дети получили светское образование. В первый год родители должны помогать содержать своего ребёнка, позднее, получив начальное обучение, а потом — ординацию, молодой монах обеспечивает монастырь, выполняя ритуалы, и не требует родительской поддержки.
В июле 2002 года национальная религиозная организация Менджонг Чётхун Цогпа учредила трон Высшего Дхармараджи Бутана, который должен заботиться о сохранении учения. Этот титул получил Тризин Церинг Ринпоче.

## Буддийские храмы и монастыри
В Бутане имеется большое количество буддийских сооружений. Это, в первую очередь, большие монастыри (гомпа) в которых проживают сотни монахов, нередко монастырями являются дзонги (крепости в которых располагается администрация) и дворцы (пходранг, манор). По всей стране рассредоточены малые монастыри или отдельные храмы (лакханги), многие из которых поддерживаются с древних времён. Имеется также большое количество чортенов, которые, как правило, ставятся на перевалах и в знаменательных местах. Малые монастыри и чортены ставили также для того, чтобы усмирить злых демонов, живущих в горах. Нередко около монастырей ставятся стены (мани) с надписями, иконами и молитвенными барабанами. Для молитвенных барабанов строятся отдельные павильоны. К монастырям приходят старики, которые крутят молитвенные барабаны, обеспечивая таким образом благополучие людей.
Проделывается большая работа по поддержанию монастырей и чортенов, их ремонту и уходу.